# 팔콘 2000 SC
팔콘 2000 SC(Falcons 2000 Soccer Club)는 호주의 세미 프로 축구 클럽으로 호주 빅토리아주 지방 도시인 모웰에 연고를 두고 있다. 1961년 지역 이탈리아계 호주인에 의해 설립된 이 클럽은 여러 단계의 빅토리아 주립 리그 시스템과 없어진 내셔널 사커 리그에 참여했었다. 2000년에 재결성된 후 클럽은 현재 빅토리아 지역 리그에 소속되어 있다.
이 클럽은 기브랜드 지역에서 가장 성공적인 클럽 중 하나이며, 두 차례에 걸쳐 빅토리아 주 총리로 선정된 유일한 클럽이기도 하면서 전국 수준에서 참가한 빅토리아의 유일한 시골에 위치한 클럽이었다. 창립 이래 클럽은 Gippsland Falcons SC, Eastern Pride, 그리고 나중에 Morwell Falcons로 알려진 여러 이름으로 활동했었다. 클럽은 2000년 재정 재정비를 거쳐 현재의 이름을 갖게 되었다.

## 선수 명단

### 역대
- 김동기(2000 ~ 2001)